# Rubén Ibeas
Rubén Ibeas García (Alcalá de Henares, Madrid, España; 24 de marzo de 1979) es un exjugador de baloncesto y analista de fútbol americano español. Actualmente trabaja en Movistar+ como comentarista de los partidos de la National Football League (NFL).

## Trayectoria deportiva
Formado en las categorías inferiores del Club Baloncesto Estudiantes, Ibeas desarrolló su carrera deportiva en la LEB Oro, en la LEB Plata y en la Liga EBA.
En 2018, con 39 años, salió de su retiro para enrolarse en las filas del Aridane. Con el conjunto palmero disputó un total de cinco partidos en los que promedió 4,8 puntos en 11,4 minutos por encuentro.

## Trayectoria como analista de fútbol americano
Ibeas descubrió el fútbol americano en su etapa como baloncestista gracias sus compañeros de equipo estadounidenses, quienes hacían quedadas en sus casas para ver la Super Bowl. Tras retirarse del baloncesto creó un blog en el que explicaba aspectos tácticos del football. A raíz de ese blog comenzó a colaborar con el diario As en su sección de NFL, Zona Roja.
En abril de 2019 participó junto a Javier López y Andrea Zanoni en la retransmisión de Movistar+ de la primera ronda del Draft de la NFL de ese año. A finales de agosto, poco antes del comienzo de la temporada 2019 de la NFL, anunció en su cuenta de Twitter que se incorporaría a la plataforma de pago para comentar un partido por semana. En 2020, Ibeas y López se encargaron de las retransmisiones del Sunday Night Football en #Vamos.
Además de su labor como comentarista de NFL en Movistar, Ibeas colabora con la NFL en la sección #ElPlanDeJuego de Mundo NFL y participa en El Touchdown, el pódcast de fútbol americano de Radio Marca. También tiene un canal en YouTube con el futbolista Antoine Griezmann llamado Grizi Huddle. Anteriormente dirigió junto a Marco Álvarez el pódcast NFL en Estado Puro, colaboró en 100 yardas, el podcast de fútbol americano de la Cadena SER y tuvo un canal de YouTube con su compañero Javier López llamado El Nickel

## Libros
- Lecciones de football americano
- Más lecciones de football americano
- Tom Brady. El partido más largo
- Los siete pecados capitales de Aaron Rodgers. Una historia de los Green Bay Packers